# Groß Offenseth-Aspern
Groß Offenseth-Aspern är en kommun och ort i Kreis Pinneberg i förbundslandet Schleswig-Holstein i Tyskland.
Kommunen ingår i kommunalförbundet Amt Rantzau tillsammans med ytterligare nio kommuner.